# Rudens
Rudens (La gomena) è una commedia di Tito Maccio Plauto scritta tra la fine del III e l'inizio del II secolo a.C.. Risulta tra le più innovative dell'epoca in quanto ambientata, non come di consueto, in una città, ma su una spiaggia. Per la stesura Plauto si è ispirato al modello greco, offertogli da Difilo, e a sua volta ha ispirato altri importanti autori successivi, come Shakespeare ne La tempesta, Ariosto nella Cassaria e Ruzzante nella Piovana.

## Personaggi

### Personaggi principali
- Plesidippo, adulescens della commedia, che deve conquistare con l'aiuto del suo servo Tracalione l'amore di Palestra, rapita da un lenone.
- Tracalione, servus callidus di Plesidippo, che con scaltri atteggiamenti rivela spesso la sua componente ironica.
- Palestra, fanciulla, fonte dei desideri amorosi di Plesidippo, nonché figlia di Demone.
- Demone, vecchio onesto che ha perso la propria figlia in giovane età. Nella commedia protegge e aiuta le due fanciulle, Palestra e Ampelisca, a fuggire dalla prigionia del lenone; infine, grazie al ritrovamento di un bauletto, si scopre essere il padre della prima.
- Labrace, antagonista e ostacolo per l'adulescens; per ingannare Plesidippo, tenta di fuggire con le due fanciulle, ma a causa di un naufragio ritorna a Cirene, dove si oppone con tutte le forze al giovane.
- Ampelisca, compagna di Palestra, con la quale dopo il naufragio cerca rifugio nel tempio di Venere.
- Gripo, pescatore che ritrova in mare un bauletto, in cambio del quale ottiene da Demone, suo padrone, la libertà.
- Sceparnione, servo di Demone, dal quale ottiene l'ordine di proteggere Palestra e Ampelisca, ospitate nel tempio di Venere.

### Personaggi secondari
- Ptolemocrazia, sacerdotessa del tempio di Venere.
- Carmide, anziano ospite di Labrace.
- Pescatori di Cirene.
- Schiavi fustigatori, inviati da Demone in difesa di Palestra e Ampelisca.

## Prologo
Arturo, stella del Grande Carro, ha il compito di scendere sulla terra e di riferire a Giove i comportamenti degli umani. A Giove in seguito spetterà di segnare su dei registri i buoni e i malvagi, punendo questi ultimi. La stella così incomincia a esporre l'argomento della commedia:
Demone, esiliato da Atene, giunge a Cirene, città nella quale era stata condotta sua figlia, Palestra, rapita in giovane età e venduta a un lenone. Un giovane vede la fanciulla e se ne innamora a tal punto da promettere al lenone un'ingente somma di denaro in cambio della sua libertà. Ma il lenone, non rispettando il patto, fugge con una nave portando con sé la fanciulla e la sua compagna Ampelisca e, in balia di una tempesta, naufraga insieme alle due fanciulle proprio sulla spiaggia da cui era partito.

## Trama

### Primo Atto
Plesidippo, recatosi al santuario di Venere per incontrarsi con il lenone, si imbatte in Demone e Sceparnione, suo servo. Il giovane tuttavia, domandando loro informazioni riguardo all'arrivo dell'uomo e delle due fanciulle, ottiene una risposta negativa e subito si rende conto dell'inganno. Nel frattempo Sceparnione si accorge della presenza di alcuni uomini naufragati sulla spiaggia, di conseguenza Plesidippo decide di recarsi sul luogo. 
Le due ragazze, Palestra e Ampelisca, dopo essersi ricongiunte sulla spiaggia in seguito al naufragio, si recano in cerca di aiuto al santuario, dove incontrano la sacerdotessa Ptolemocrazia che offre loro protezione.

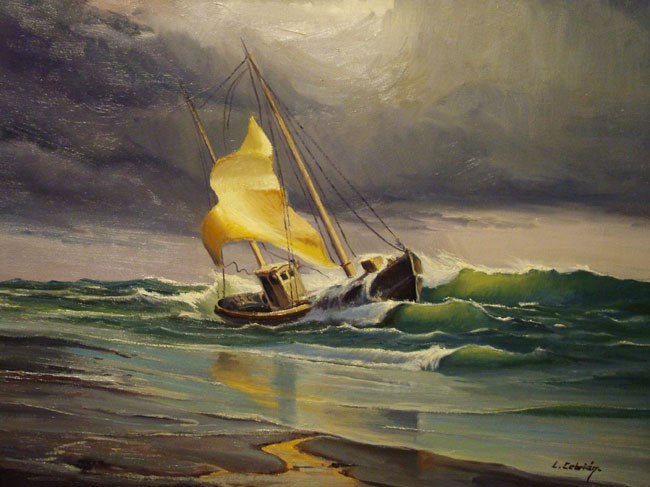
Naufragio

### Secondo Atto
Tracalione, alla ricerca del padrone Plesidippo, chiede invano a un gruppo di pescatori lì vicino notizie su di lui, decidendo dunque di recarsi da Ptolemocrazia. Durante il suo tragitto incontra Ampelisca che, inviata alla ricerca di acqua e argilla dalla sacerdotessa per eseguire un sacrificio, lo porta a conoscenza del naufragio e dell'imbroglio teso al suo padrone. Inoltre dal dialogo fra i due emerge che Palestra, ospitata nel santuario, sia sconvolta dalla perdita della cassetta che le avrebbe permesso di riconoscere i suoi genitori.
Nel frattempo, sulla spiaggia, Carmide e Labrace intraprendono un'accesa discussione nel corso della quale il lenone viene rimproverato dal suo ospite per avergli fatto perdere tutti i suoi averi. Lasciando da parte le divergenze, decidono di intraprendere la ricerca delle due fanciulle, venendo così a sapere da Sceparnione che si trovano presso il tempio di Venere.

### Terzo Atto
Tracalione, in cerca di aiuto per la sacerdotessa e le sue ospiti, assalite nel tempio dal lenone che le aveva raggiunte, incontra Demone e lo supplica di aiutarle. Prontamente questo si reca sul luogo con alcuni suoi servi e ordina loro di catturare il lenone. Mentre Palestra e Ampelisca fuggono sconvolte dal tempio, Tracalione offre loro protezione e il lenone viene condotto da Demone. Si apre così un dibattito in cui ciascuno rivendica le fanciulle. Durante la controversia Tracalione svela le origini ateniesi di Palestra così che Demone è ancora più motivato a difenderla, essendo quest'ultima sua concittadina e riportandogli alla mente la figlia perduta. Tracalione decide di andare a chiamare Plesidippo, mentre Demone lascia di guardia gli schiavi così che controllino le fanciulle. Plesidippo, arrivato al tempio, decide di condurre Labrace in tribunale e quest'ultimo, spaventato, chiede aiuto al suo ospite Carmide che lo nega. Intanto le ragazze vengono condotte dagli schiavi nella casa di Demone.

### Quarto Atto
Gripo, intento nella pesca, scopre di aver raccolto con le proprie reti un bauletto dall'ignoto contenuto. Tuttavia Tracalione intravede la scena e minaccia il pescatore di svelare il furto, salvo ottenere da lui un'ingente ricompensa. Non giungendo a un equo accordo, decidono di lasciare il giudizio a un terzo, scelto da Tracalione ignaro che questo fosse il padrone del suo contendente. Giunti a casa di Demone, tra i tre si scatena un acceso dibattito che si conclude con il riconoscimento degli oggetti presenti nel bauletto da parte di Palestra, che Demone scopre essere sua figlia. Nonostante Gripo rivendichi il contenuto del baule, il padrone saggiamente non gli concede nulla e ordina a Tracalione di andare alla ricerca del giovane Plesidippo per concedergli in sposa la figlia. Il servo consegna il messaggio al padrone e insieme si recano da Demone.

### Quinto Atto
Labrace, dopo essere stato condannato dal tribunale per avere estorto un bene, si reca al tempio di Venere in cerca di Ampelisca, dove sente Gripo parlare di un baule, e gli rivela di averlo perso lui in mare durante la tempesta; il pescatore pretende una ricompensa per il baule pari a un talento, costringendo il lenone a un giuramento. Raggiunto l'accordo, si recano da Demone, che restituisce il baule al legittimo proprietario e Gripo rivendica la somma di denaro che gli spetta. Il lenone rinnega il patto ma Demone interviene in difesa del proprio servo, riuscendo a ottenere la metà del talento, grazie al quale Ampelisca e Gripo ottengono la libertà. La commedia si conclude con una cena a casa di Demone.

## Argumentum
L'argumentum è un breve riassunto introduttivo che caratterizza le opere plautine, eccetto Bacchides, Captivi e Vidularia. Esso è posto prima del prologo ed è strutturato in versi secondo il modello dell'acrostico, tramite il quale è possibile leggere il titolo della commedia.

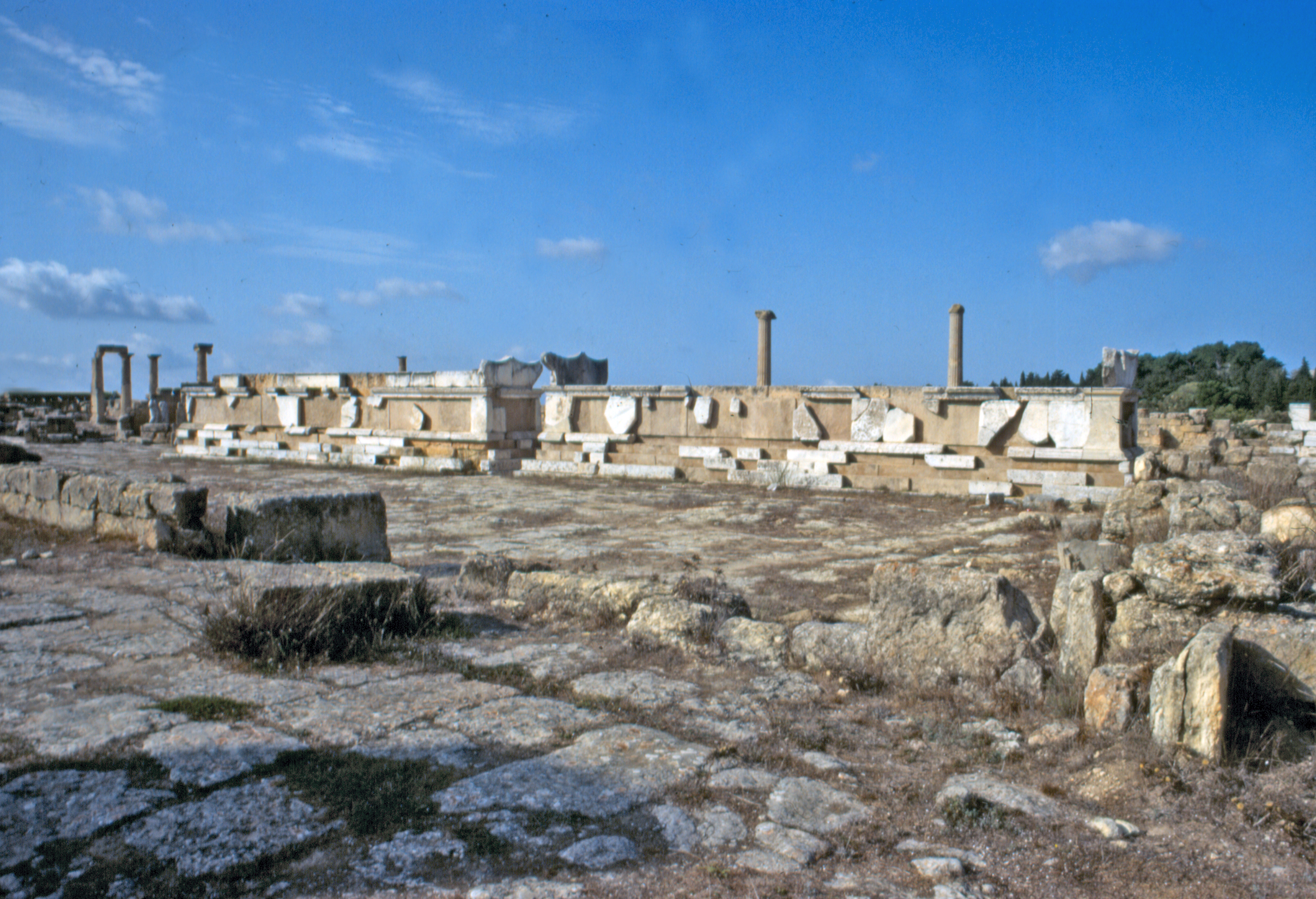
Cirene

## Ambientazione
La commedia è ambientata nella città di Cirene, e in particolare sulla spiaggia , presso il tempio della sacerdotessa di Venere e nella casa di Demone. Ai tempi dell'autore Cirene era una colonia greca che si affacciava sul Mar Mediterraneo,  attualmente il suo centro si trova nella Libia orientale, presso la città di Shahhat; è inoltre un bene protetto dall'UNESCO.

## Espedienti comici
Nella commedia troviamo varie componenti che generano comicità. 
- Il servus callidus innanzitutto, con i suoi atteggiamenti scaltri e sfacciati, molto spesso prevale sulla figura del padrone, ribaltando così gli usuali rapporti sociali.

.»
- Si incontrano inoltre espliciti riferimenti sessuali, tipico elemento di una comicità di basso livello.

- Si trovano anche giochi di parole come per esempio anafore.

- Si riscontrano, infine, battute ironiche riguardanti o l'aspetto fisico dei personaggi o i loro ruoli; risposte inappropriate e offensive.

eum quidem ad carnificem est aequius quam ad Venerem commeare.»

## Metateatro
Come in molte commedie plautine anche in Rudens ci si imbatte in elementi riguardanti il metateatro.
- Nel prologo è presente il primo esempio, infatti Arturo asserisce di dover esporre l'argomento della commedia stessa.

- Nella settima scena del quarto atto il pescatore Gripo, estraniandosi dalla parte, rende esplicito il suo ruolo di attore nella commedia.

- Nell'ultima scena, infine, Demone si rivolge direttamente agli spettatori, causando così la rottura della quarta parete.

## Agnizione
Le commedie plautine sono state oggetto di studio e catalogate in più gruppi, Rudens rientra nella categoria dell'agnizione, nella quale, al termine della commedia, si ha un improvviso e imprevedibile riconoscimento di uno dei personaggi. In particolare qui si scopre che Palestra è la figlia di Demone, rapita in giovane età.